# Estación de Schwanden
La estación de Schwanden es la principal estación ferroviaria de la comuna suiza de Glaris Sur, en el Cantón de Glaris.

## Situación
La estación se encuentra en el noreste de la localidad de Schwanden, perteneciente a la recientemente creada comuna de Glaris Sur. En términos ferroviarios, está situada en la línea Ziegelbrücke – Linthal, también denominada Glarnerlinie (línea de Glaris). Las dependencias colaterales son el apeadero de Mitlödi, en dirección Ziegelbrücke y el apeadero de Nidfurn-Haslen en dirección Linthal. Consta de dos vías pasantes y un andén central.

## Servicios ferroviarios
Los servicios son operados por SBB-CFF-FFS:
- RE Zúrich - Pfäffikon SZ - Ziegelbrücke – Glaris – Schwanden – Linthal. Servicios cada dos horas.
- R Rapperswil - Ziegelbrücke – Glaris – Schwanden – Linthal. Servicios cada hora.

- Datos: Q5847207
- Multimedia: Schwanden railway station / Q5847207